# Enyo lugubris
Enyo lugubris este o specie de molie din familia Sphingidae. Este întâlnită din Argentina și Paraguay până în Uruguay, Venezuela, Guyana, Surinam, Guiana Franceză, Columbia, Ecuador, Peru, Brazilia și Indiile Occidentale prin Belize, Guatemala, Honduras, El Salvador, Nicaragua, Costa Rica și Panama până în Mexic și Statele Unite.

## Descriere
Anvergura este de 50-60 mm. Corpul și aripile sunt brune. 
Adulții zboară tot anul în zona tropicelor (incluzând Florida de Sud și Louisiana). Mai la nord, zboară doar între lunile august și noiembrie.
Larvele au ca principală sursă de hrană specia Vitus tiliifolia și alte specii de Vitaceae cum ar fi Vitis, Cissus și Ampelopsis.

## Subspecii
- Enyo lugubris lugubris
- Enyo lugubris delanoi (Kernbach, 1962) (Insulele Galapagos)

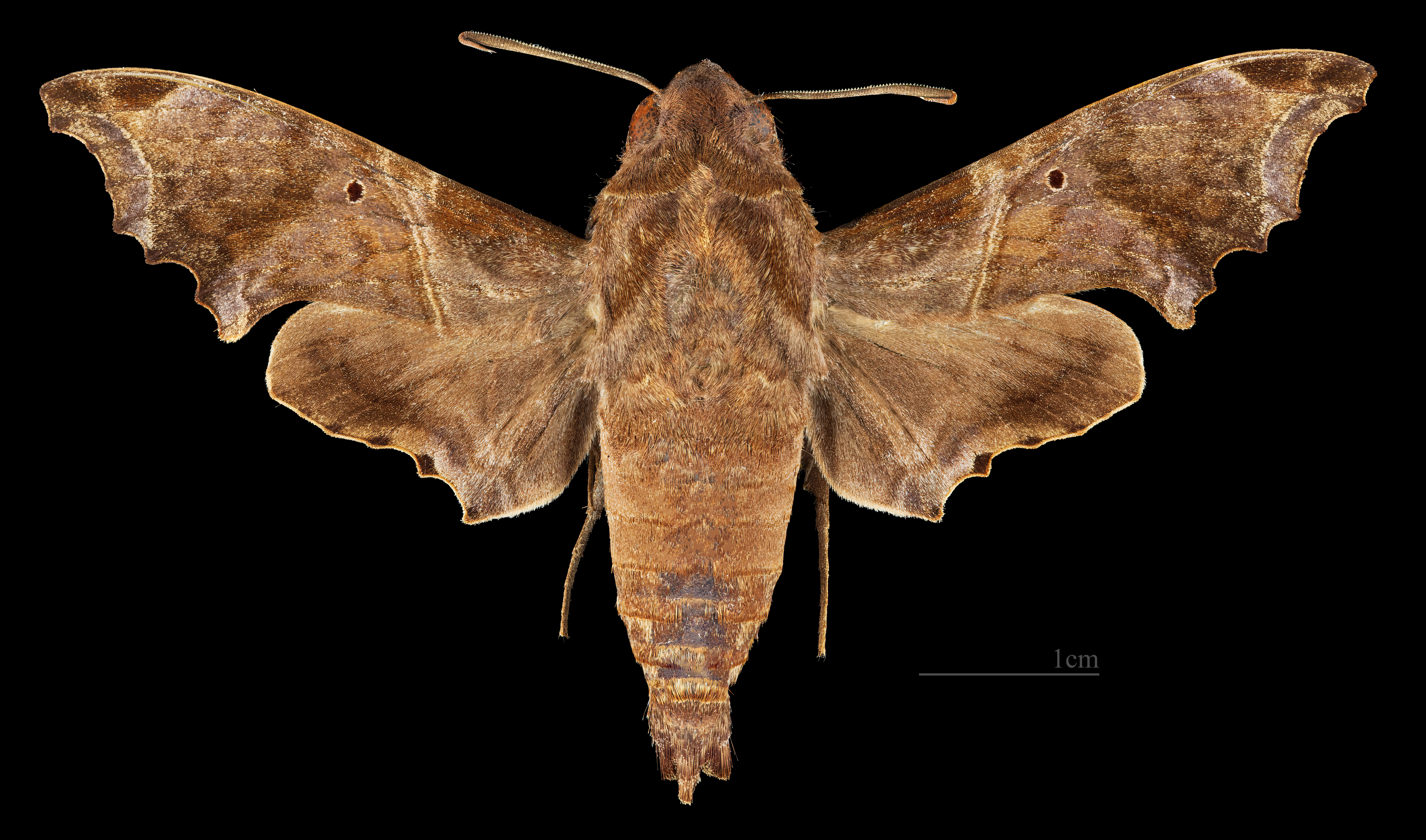
Enyo lugubris delanoi ♂
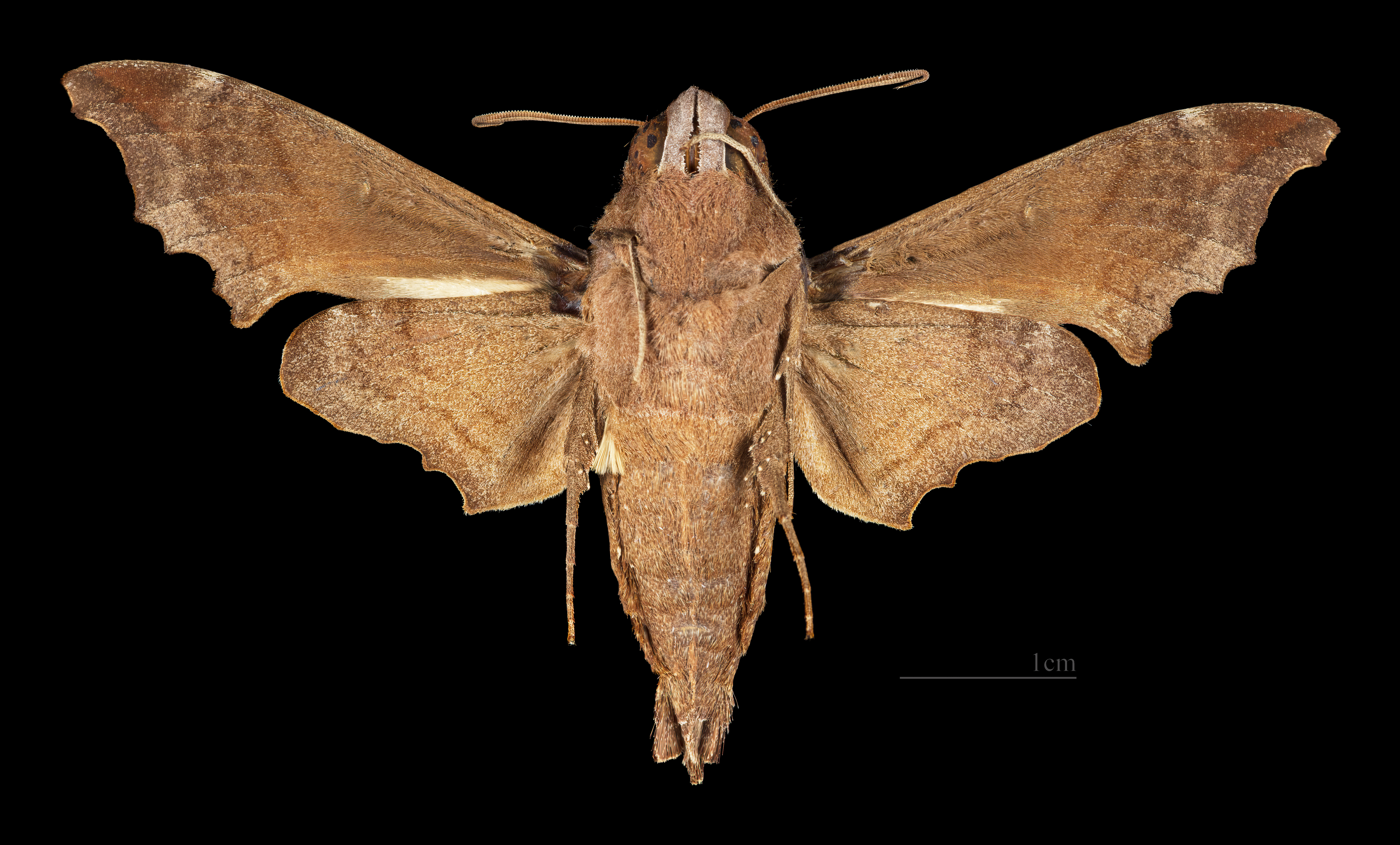
Enyo lugubris delanoi♂  △